# 흑색종
흑색종(黑色腫, 영어: melanoma)은 멜라닌 세포의 악성 종양이다. 흑색종의 영어 낱말 melanoma(멜라노마)는 "어두운"을 뜻하는 그리스어 μέλας에서 비롯한다. 악성 흑색종(malignant melanoma)으로도 부른다. 멜라닌 세포는 어두운 색소 멜라닌을 만들어내는 세포로서, 피부색을 표현한다. 대개가 피부에 잘 나타나지만 창자와 눈을 포함한 신체의 다른 부위에도 나타날 수 있다. 흑색종은 멜라닌 세포가 포함된 몸의 어떠한 부위에서라도 발병할 수 있다.
처음 진단받은 피부 흑색종 환자의 경우 정상 피부 경계를 포함한 광범위한 수술적 절제를 함으로써 모든 악성 세포를 제거하는 동시에 국소 재발의 위험을 최소화할 수 있다.

## 같이 보기
- 멜라닌 세포